# Équipe de France de rugby à XV au Tournoi des Six Nations 2022
 (juillet 2022).
Si vous disposez d'ouvrages ou d'articles de référence ou si vous connaissez des sites web de qualité traitant du thème abordé ici, merci de compléter l'article en donnant les références utiles à sa vérifiabilité et en les liant à la section « Notes et références ».
L'équipe de France remporte le Tournoi des Six Nations 2022 en réussissant un Grand Chelem, avec cinq victoires en autant de matchs. C'est le dixième Grand Chelem réussi par l'équipe de France dans le Tournoi, et le premier titre depuis 2010.
L'équipe de France, entraînée par le tandem Galthié-Ibañez et emmenée par le capitaine Antoine Dupont, sort de deux Tournois finis à la deuxième place. Au total, 26 joueurs différents sont utilisés par le staff pour réaliser ce Grand Chelem. Aucun d'entre eux n'a connu de Grand Chelem ni même de titre avec le XV de France. Fabien Galthié, qui a réalisé trois Grands Chelems comme joueur en 1997, 1998 et 2002, est le cinquième entraîneur à réussir à gagner le Grand Chelem comme joueur et entraîneur après l'Anglais Clive Woodward et les Français Jean-Claude Skrela, Jacques Fouroux et Marc Lièvremont.

## Résultats des matchs

### France-Italie
(mt 18 - 10)
Homme du match :  Gabin Villière
Points marqués : 
France :
- 5 essais de Jelonch (26e), Villière (40e+1, 49e, 82e), Penaud (68e)
- 3 transformations de Jaminet (40e+2, 70e) et Ntamack (83e)
- 2 pénalités de Jaminet (5e, 35e)

Italie :
- 1 essai de Menoncello (17e)
- 1 transformation de Garbisi (18e)
- 1 pénalité de Garbisi (30e)

Évolution du score : 3-0, 3-7, 8-7, 8-10, 11-10, 18-10, m-t, 23-10, 30-10, 37-10
L'équipe de France, accueille l'Italie pour son premier match. Si la France ouvre le score par la botte de Melvyn Jaminet, c'est pourtant bien l'Italie qui marque le premier essai de la partie. Sur une bonne incursion, et quelques pick and go, l'ouvreur Italien Garbisi écarte au pied sur l'aile et offre son premier essai à son jeune ailier Menoncello. L'essai est transformé et l'Italie mène contre toute attente 3-7.
L'équipe de France réplique, à la suite d'une touche italienne chahutée et Anthony Jelonch intercepte le ballon et part marquer le premier essai bleu. L'essai n'est pas transformé, et l'Italie en profite trois minutes plus tard pour reprendre l'avantage au score, d'une pénalité : 8-10. L'arrière français Melvyn Jaminet réplique et la France reprend un court avantage 11-10. Juste avant la mi-temps, la France déroule un beau mouvement sur la gauche avec deux passes successives sur le pas, et envoie Gabin Villière à l'essai en coin. Transformé, il permet de donner un peu plus d'avance au XV de France très indiscipliné, 18-10.
Moins de dix minutes après la reprise, Gregory Aldritt part au ras du ruck et donne après contact à Gabin Villière qui accélère et qui mystifie deux défenseurs d'une feinte de coup de pied pour aller marquer son deuxième essai du match. L'essai n'est pas transformé et la France mène alors 23-10. Passé l'heure de jeu, et face à un XV italien, semble-t-il, essoufflé, Yoram Moefana décale idéalement Damian Penaud au ras de la ligne qui accélère et qui retrouve Antoine Dupont à l'intérieur. Le retour de l'arrière italien fait jouer le une-deux, et le demi de mêlée français rend le cuir à Damian Penaud qui part seul marquer l'essai du bonus offensif. Cette fois-ci transformé, le XV de France prend le large 30-10. Durant les arrêts de jeu, la France enfonce le clou. Après une succession de temps de jeu, Penaud décale idéalement Moefana qui sert Villière qui part inscrire en coin son troisième essai du match. L'essai est transformé et porte la marque à 37-10, score final.
Malgré un très bon début de match, les Italiens agressifs ont manqué de rythme en seconde période, et s'inclinent finalement assez lourdement. Ils tenteront de rompre leur terrible série de 33 défaites d'affilée dans le tournoi en recevant le XV de la Rose à Rome. La France de son côté bien qu'indisciplinée assure l'essentiel avec le bonus offensif. Elle accueillera l'Irlande au stade de France lors de la 2e journée, pour ce que les médias irlandais appellent déjà la « finale prématurée » du tournoi.
| France · Titulaires · 75e Melvyn Jaminet 15 · 68e Damian Penaud 14 · Gaël Fickou 13 · 58e Jonathan Danty 12 · 40e 49e 80e Gabin Villière 11 · Romain Ntamack 10 · 70e Antoine Dupont 9 · 70e Grégory Alldritt 8 · Dylan Cretin 7 · 26e Anthony Jelonch 6 · 56e Paul Willemse 5 · Cameron Woki 4 · 50e Uini Atonio 3 · 58e Julien Marchand 2 · 50e Cyril Baille 1 · Remplaçants · 58e Peato Mauvaka 16 · 50e Jean-Baptiste Gros 17 · 50e Demba Bamba 18 · 56e Romain Taofifenua 19 · 70e François Cros 20 · 70e Maxime Lucu 21 · 58e Yoram Moefana 22 · 75e Thomas Ramos 23 · Entraîneur · Fabien Galthié |  |  |  | Italie · Titulaires · 15 Edoardo Padovani · 14 Tommaso Menoncello 58e 17e · 13 Juan Ignacio Brex · 12 Marco Zanon · 11 Monty Ioane · 10 Paolo Garbisi · 9 Stephen Varney 65e · 8 Toa Halafihi 56e · 7 Michele Lamaro · 6 Sebastian Negri 70e · 5 Federico Ruzza 65e · 4 Niccolò Cannone 50e 65e · 3 Tiziano Pasquali 50e · 2 Gianmarco Lucchesi 50e · 1 Danilo Fischetti 50e · Remplaçants · 16 Hame Faiva 50e · 17 Ivan Nemer 50e · 18 Giosuè Zilocchi 50e · 19 Marco Fuser 50e · 20 Giovanni Pettinelli 56e · 21 Manuel Zuliani 70e · 22 Callum Braley 65e · 23 Leonardo Marin 58e · Entraîneur · Kieran Crowley |

### France-Irlande
(mt 19 - 7)
Homme du match :  Grégory Alldritt
Points marqués :
France : 
- 2 essais de Dupont (2e) et Baille (54e)
- 1 transformation de Jaminet (3e)
- 6 pénalités de Jaminet (7e, 17e, 36e, 40e+1, 44e, 79e)

Irlande :
- 3 essais de Hansen (7e), van der Flier (45e), Gibson-Park (50e)
- 3 transformations de Carbery (9e, 46e, 49e)
- 1 pénalité de Carbery (73e)

Évolution du score : 7-0, 10-0, 10-7, 13-7, 16-7, 19-7, m-t, 22-7, 22-14, 22-21, 27-21, 27-24, 30-24
Avec la défaite de l'Écosse au pays de Galles, seules deux équipes peuvent encore croire au Grand Chelem : La France et l'Irlande. Match aux allures de finale donc, qui démarre sur les chapeaux de roues, puisque dès la première minute de jeu, sur une grosse percussion d'Atonio, la France développe au large, et Ntamack passe les bras après contact pour retrouver son capitaine Antoine Dupont, coté intérieur. Le demi de mêlée marque le premier essai du match, transformé par Jaminet. La France marque une pénalité tout juste cinq minutes plus tard, mais sur le renvoi en jeu irlandais, l'ailier Mack Hansen, double tout le monde et surprend la défense tricolore au point de chute. L'Irlande réplique donc aussitôt avec la transformation : 10-7 à moins de 10 minutes de jeu.
Si l'indiscipline avait pesé sur le jeu de la France face à l'Italie, elle pose cette fois problème aux Irlandais qui encaissent trois pénalités jusqu'à la mi-temps. La France mène alors 19-7.
Malgré une nouvelle pénalité de Jaminet à la reprise, le début de seconde période est totalement à l'avantage des hommes d'Andy Farrell, qui marquent deux essais transformés en dix minutes. Le premier est inscrit par le troisième ligne Josh van der Flier après un maul pénétrant. Le second par le demi de mêlée Gibson-Park qui s'infiltre au ras d'un regroupement et qui perce la ligne française. Les Irlandais sont alors de retour au score 22-21. La France contient et réplique même en marquant un deuxième essai en force par l'intermédiaire du pilier Cyril Baille. Non transformé, la marque est portée à 27-21. Chaque équipe contient l'autre dans un duel intense, et les deux équipes encaissent une pénalité chacune : 30-24.
Dans les derniers instants, pourtant porteurs du ballon, les Irlandais jouent une chandelle au pied récupérée par l'équipe de France. Cette dernière ne lâchera plus le ballon pour valider sa seconde victoire du tournoi. L'Irlande encaisse sa toute première défaite depuis neuf matchs, et renonce ainsi au Grand Chelem. Elle aura cependant l'occasion de rester dans la course au titre en accueillant l'Italie lors de la troisième journée. La France reste alors l'unique prétendante au Grand Chelem final avant son premier déplacement, en Écosse.
| France · Titulaires · Melvyn Jaminet 15 · Damian Penaud 14 · Gaël Fickou 13 · Yoram Moefana 12 · Gabin Villière 11 · Romain Ntamack 10 · 2e 70e Antoine Dupont 9 · Grégory Alldritt 8 · Anthony Jelonch 7 · 73e François Cros 6 · 53e Paul Willemse 5 · 53e Cameron Woki 4 · 55e Uini Atonio 3 · 55e Julien Marchand 2 · 54e 55e Cyril Baille 1 · Remplaçants · 55e Peato Mauvaka 16 · 55e Jean-Baptiste Gros 17 · 55e Demba Bamba 18 · 53e Romain Taofifénua 19 · 53e Thibaud Flament 20 · 73e Dylan Cretin 21 · 70e Maxime Lucu 22 · Thomas Ramos 23 · Entraîneur · Fabien Galthié |  |  |  | Irlande · Titulaires · 15 Hugo Keenan · 14 Andrew Conway · 13 Garry Ringrose · 12 Bundee Aki 64e · 11 Mack Hansen 7e · 10 Joey Carbery 79e · 9 Jamison Gibson-Park 64e 49e · 8 Jack Conan 53e · 7 Josh van der Flier 45e · 6 Caelan Doris · 5 James Ryan · 4 Tadhg Beirne · 3 Tadhg Furlong 73e · 2 Rónan Kelleher 26e · 1 Andrew Porter 73e · Remplaçants · 16 Dan Sheehan 26e · 17 Cian Healy 73e · 18 Finlay Bealham 73e · 19 Iain Henderson 58e · 20 Peter O'Mahony 53e 58e · 21 Conor Murray 64e · 22 Jack Carty 79e · 23 Robbie Henshaw 64e · Entraîneur · Andy Farrell |

### Écosse-France
(mt 10 - 19)
Homme du match :  Antoine Dupont
Points marqués :
Écosse :
- 2 essais de Darge (29e) et van der Merwe (80e)
- 2 transformations de Russell (30e) et Hogg (80e)
- 1 pénalité de Russell (12e)

France :
- 6 essais de Willemse (8e), Moefana (13e), Fickou (40e+2), Danty (42e) et Penaud (59e, 73e)
- 3 transformations de Jaminet (9e, 40e+3, 42e)

Évolution du score : 0-7, 3-7, 3-12, 10-12, 10-19, m-t, 10-26, 10-31, 10-36, 17-36
L'Écosse, qui doit se relancer après sa défaite contre le pays de Galles, accueille la France, seule équipe encore en course pour le Grand Chelem.
Habituée aux débuts de match exaltants, la France confirme cette habitude. Le capitaine Antoine Dupont, relance depuis l'entrée de ses 22 mètres, et remonte plus de soixante mètres ballon en main. Dans le sillage de son capitaine, le XV de France suit, et Julien Marchand à l'impact poursuit l'avancée en donnant après contact à Paul Willemse pour l'essai du deuxième ligne ; transformé, la France mène 7-0 avant que l'Écosse ne réduise l'écart 7-3.
Sur une touche bien négociée, les Bleus prennent le large en développant un jeu au large et distribuant les ballons juste avant contact. Penaud à l'aile ne peut aplatir mais donne à Baille qui transmet juste avant d'être propulsé en touche pour Moefana qui marque le deuxième essai français, 3-12. À la demi-heure de jeu, l'Écosse accélère et marque son premier essai de la partie après une succession de pick and go, le troisième ligne Rory Darge perce le rideau et marque. Transformé, cet essai permet à l'Écosse de revenir dans le match 10-12.
Une action écossaise marque ensuite le tournant de match. Après une percée de Duhan Van Der Merwe, l'Écosse mène une attaque à 4 contre 2. Price éjecte le ballon d'une sautée pour Stuart Hogg, seul à vingt mètres de l'en-but qui ne capte pas le ballon et commet un en-avant. À peine une minute plus tard, la France joue la dernière action de la mi-temps, et le centre Gaël Fickou, d'une course en travers de presque toute la largeur du terrain, résiste au dernier plaquage et aplatit en coin. Après avoir transformé l'essai, la France rentre au vestiaire avec une avance de neuf points, portant le score à 10-19.
La seconde période est totalement à l'avantage des Français qui marquent l'essai du bonus offensif dès la 42e minute. Fickou décalant idéalement Penaud qui accélère sur son aile et qui tape par-dessus. Le rebond capricieux surprend tout le monde et tombe dans les mains de Johnathan Danty, qui poursuit la course jusqu'à l'en-but. L'essai est transformé et permet à la France de mener 10-26.
À l'heure de jeu, la France arrache un ballon des mains écossaises et joue idéalement le surnombre côté droit. Penaud termine le travail en bout de ligne, et le score évolue à 10-31. La France omniprésente enchaîne et sur une action partie d'une touche, Ntamack joue au pied sur l'aile droite déserte, et Damian Penaud au point de chute marque son deuxième essai du match. La France prend alors le large avec 26 points d'avance. L'Écosse sauve néanmoins l'honneur en marquant un ultime essai en toute fin de match : Kinghorn trouve un intervalle dans le rideau bleu et remonte le terrain sur 50 mètres avant de donner le ballon à l'intérieur à Duhan van der Merwe qui inscrit le deuxième essai écossais. Le score final est de 17-36.
La France, auteure d'un match de haute volée, confirme son statut de favori, et est toujours en course pour le Grand Chelem. Elle tentera de s'en rapprocher un peu plus, lors de la quatrième journée, face au pays de Galles. L'Écosse, quant à elle, après une belle performance à domicile contre l'Angleterre, n'a pas su répéter l'exploit et tentera d'aller chercher une seconde victoire dans le tournoi à Rome.
| Écosse · Titulaires · Stuart Hogg 15 · Darcy Graham 14 · 41e Chris Harris 13 · Sione Tuipulotu 12 · 80e Duhan van der Merwe 11 · 61e Finn Russell 10 · 48e 58e 69e Ali Price 9 · Magnus Bradbury 8 · 29e Rory Darge 7 · 44e Nick Haining 6 · 61e Grant Gilchrist 5 · Sam Skinner 4 · 46e Zander Fagerson 3 · 46e Stuart McInally 2 · 61e Pierre Schoeman 1 · Remplaçants · 46e George Turner 16 · 61e Oli Kebble 17 · 46e WP Nel 18 · 61e Jamie Hodgson 19 · 44e Andy Christie 20 · 48e 58e 69e Ben White 21 · 61e Blair Kinghorn 22 · 41e Mark Bennett 23 · Entraîneur · Gregor Townsend |  |  |  | France · Titulaires · 15 Melvyn Jaminet 71e · 14 Damian Penaud 59e 73e · 13 Gaël Fickou 40+2e · 12 Jonathan Danty 42e · 11 Yoram Moefana 13e · 10 Romain Ntamack · 9 Antoine Dupont 74e · 8 Grégory Alldritt · 7 Anthony Jelonch 54e · 6 François Cros · 5 Cameron Woki 68e · 4 Paul Willemse 54e 8e · 3 Uini Atonio 47e · 2 Julien Marchand 54e · 1 Cyril Baille 58e · Remplaçants · 16 Peato Mauvaka 54e · 17 Jean-Baptiste Gros 58e · 18 Demba Bamba 47e · 19 Romain Taofifénua 54e · 20 Thibaud Flament 54e · 21 Dylan Cretin 68e · 22 Maxime Lucu 74e · 23 Thomas Ramos 71e · Entraîneur · Fabien Galthié |

### Pays de Galles- France
(mt 9 - 10)
Homme du match :  Julien Marchand
Points marqués :
Pays de Galles :
- 3 pénalités de Biggar (5e, 17e, 39e)

France :
- 1 essai de Jelonch (9e)
- 1 transformation de Jaminet (11e)
- 2 pénalités de Jaminet (3e, 47e)

Évolution du score : 0-3, 3-3, 3-10, 6-10, 9-10, m-t, 9-13
Le pays de Galles ne compte encore qu'une seule victoire dans le Tournoi, et accueille la France qui, elle, est encore la seule équipe en lice pour le Grand Chelem. Le début de match est favorable aux Français, qui, après une pénalité de part et d'autre, marquent le premier essai du match. Jouant un surnombre côté gauche, Jelonch, idéalement placé sur l'aile marque son deuxième essai en sélection. Transformé, les visiteurs mènent 3-10, mais concèdent deux pénalités et regagnent les vestiaires avec un petit point d'avance seulement, sur le score de 9-10.
Cadenassée, la seconde période voit les Gallois dominer offensivement mais chuter face à une défense française impénétrable. Jaminet passe une pénalité pour le XV de France et permet à son équipe de mener 9-13. La seconde mi-temps est une succession d'offensives galloises contrecarrées par une très solide rigueur défensive tricolore. Le match s'achève sur un ballon arraché par le talonneur Peato Mauvaka, permettant à la France de valider sa quatrième victoire du Tournoi.
Le pays de Galles affiche un bilan plutôt négatif, avec trois défaites et une courte victoire, avant de clore la compétition face à l'Italie. La France quant à elle enchaîne avec une quatrième victoire dans la compétition et affrontera l'Angleterre pour le Grand Chelem lors de l'ultime journée du Tournoi.
| Pays de Galles · Titulaires · 67e Liam Williams 15 · Alex Cuthbert 14 · Owen Watkin 13 · 65e Jonathan Davies 12 · Josh Adams 11 · Dan Biggar 10 · 11e Tomos Williams 9 · Taulupe Faletau 8 · 76e Josh Navidi 7 · 62e Seb Davies 6 · Adam Beard 5 · Will Rowlands 4 · 60e Tomas Francis 3 · 55e Ryan Elias 2 · 67e Gareth Thomas 1 · Remplaçants · 55e Dewi Lake 16 · 67e Wyn Jones 17 · 60e Dillon Lewis 18 · 62e Ross Moriarty 19 · 76e Jac Morgan 20 · 11e Kieran Hardy 21 · 67e Gareth Anscombe 22 · 65e Louis Rees-Zammit 23 · Entraîneur · Wayne Pivac |  |  |  | France · Titulaires · 15 Melvyn Jaminet · 14 Yoram Moefana · 13 Gaël Fickou · 12 Jonathan Danty 80e · 11 Gabin Villière · 10 Romain Ntamack · 9 Antoine Dupont 72e · 8 Grégory Alldritt 65e · 7 Anthony Jelonch 9e · 6 François Cros · 5 Paul Willemse · 4 Cameron Woki 65e · 3 Uini Atonio 40e · 2 Julien Marchand 53e · 1 Cyril Baille 53e · Remplaçants · 16 Peato Mauvaka 53e · 17 Jean-Baptiste Gros 53e · 18 Mohamed Haouas 40e · 19 Matthis Lebel 80e · 20 Thibaud Flament 65e · 21 Dylan Cretin 65e · 22 Maxime Lucu 72e · 23 Thomas Ramos · Entraîneur · Fabien Galthié |

### France-Angleterre
(mt 18 - 6)
Homme du match :  Antoine Dupont
Points marqués :
France :
- 3 essais de Fickou (16e), Cros (40e) et Dupont (61e)
- 2 transformations de Jaminet (40e+2, 62e)
- 2 pénalités de Jaminet (9e, 24e)

Angleterre :
- 1 essai de Steward (48e)
- 1 transformation de Smith (50e)
- 2 pénalités de Smith (20e, 30e)

Évolution du score :  3-0, 8-0, 8-3, 11-3, 11-6, 18-6, m-t 18-13, 25-13
Sortie victorieuse de toutes ses oppositions dans le Tournoi, la France a l'occasion de remporter son premier titre et son premier Grand Chelem depuis 2010 si elle bat l'Angleterre lors de la dernière journée du Six Nations, devant son public du Stade de France.
Après avoir ouvert le score grâce à une pénalité de Jaminet (9e), les Bleus inscrivent le premier essai après une passe sautée de Romain Ntamack pour Gaël Fickou, en position d'ailier (15e, 8-0). Le jeu se poursuit, et après deux pénalité de Marcus Smith (20e, 30e) pour les anglais et une de Jaminet (24e), les Français marquent leur deuxième essai à la suite d'une prise d'intervalle de Ntamack dans les 22 mètres adverses et à un relais de François Cros qui aplatit son premier essai international (40e). L'essai transformé, les Bleus mènent de douze points à la mi-temps. Au retour des vestiaires, les Anglais reviennent avec plus d'intention et inscrivent un essai à la 48e par Freddie Steward, transformé par Smith. Les Bleus se ressaisirent et après une série de contact, Alldritt délivre une passe après contact pour son capitaine qui bat deux défenseurs et inscrit le troisième essai français sous les poteaux (61e). L'essai est transformé et à l'heure de jeu le score et scellé.
À la 80e, après une dernière mêlée, Grégory Alldritt s'empare du ballon et tape en touche pour délivrer le Stade de France, 12 ans après son dernier Tournoi, la France retrouve les sommets. L'Angleterre quant à elle finit son Tournoi à la troisième place, avec le même nombre de points que l'Écosse et avec un bilan peu satisfaisant de 2 victoires pour 3 défaites.
| France · Titulaires · Melvyn Jaminet 15 · Damian Penaud 14 · Jonathan Danty 13 · 16e Gaël Fickou 12 · Gabin Villière 11 · Romain Ntamack 10 · 61e Antoine Dupont 9 · Grégory Alldritt 8 · Anthony Jelonch 7 · 40e François Cros 6 · Paul Willemse 5 · Cameron Woki 4 · Uini Atonio 3 · Julien Marchand 2 · Cyril Baille 1 · Remplaçants · Peato Mauvaka 16 · Jean-Baptiste Gros 17 · Mohamed Haouas 18 · Romain Taofifénua 19 · Thibaud Flament 20 · Dylan Cretin 21 · Maxime Lucu 22 · Thomas Ramos 23 · Entraîneur · Fabien Galthié |  |  |  | Angleterre · Titulaires · 15 George Furbank · 14 Freddie Steward 48e · 13 Joe Marchant · 12 Henry Slade · 11 Jack Nowell · 10 Marcus Smith · 9 Ben Youngs · 8 Sam Simmonds · 7 Sam Underhill · 6 Courtney Lawes · 5 Nick Isiekwe · 4 Maro Itoje · 3 Will Stuart · 2 Jamie George · 1 Ellis Genge · Remplaçants · 16 Nic Dolly · 17 Joe Marler · 18 Kyle Sinckler · 19 Ollie Chessum · 20 Alex Dombrandt · 21 Harry Randall · 22 George Ford · 23 Elliot Daly · Entraîneur · Eddie Jones |

## Classement
| Rang | Nation             | J | V | N | D | Em | Ee | Bo | Bd | Pm  | Pe  | Diff | Pts |
| ---- | ------------------ | - | - | - | - | -- | -- | -- | -- | --- | --- | ---- | --- |
| 1    | France             | 5 | 5 | 0 | 0 | 17 | 7  | 2  | 0  | 141 | 73  | +68  | 25  |
| 2    | Irlande            | 5 | 4 | 0 | 1 | 24 | 4  | 4  | 1  | 168 | 63  | +105 | 21  |
| 3    | Angleterre         | 5 | 2 | 0 | 3 | 8  | 12 | 1  | 1  | 101 | 96  | +5   | 10  |
| 4    | Écosse             | 5 | 2 | 0 | 3 | 11 | 15 | 1  | 1  | 92  | 121 | -29  | 10  |
| 5    | Pays de Galles (T) | 5 | 1 | 0 | 4 | 8  | 8  | 0  | 3  | 76  | 104 | -28  | 7   |
| 6    | Italie             | 5 | 1 | 0 | 4 | 5  | 27 | 0  | 0  | 60  | 181 | -121 | 4   |

Note : la France bénéficie d'un bonus supplémentaire de trois points grâce au Grand Chelem.
- Vainqueur du Tournoi
- T : tenant du titre 2021

## Statistiques individuelles

### Meilleurs marqueurs d'essais
Damian Penaud et Gabin Villière sont meilleurs marqueurs à égalité, Damian Penaud ayant inscrit un essai face à l'Italie et un doublé face à l'Écosse et Gabin Villière un triplé face à l'Italie. Les deux joueurs sont co-meilleurs marqueurs du Tournoi à égalité avec l'Irlandais James Lowe.
| Rang | Joueur          | Poste                | Essais |
| ---- | --------------- | -------------------- | ------ |
| 1    | Damian Penaud   | Ailier               | 3      |
| -    | Gabin Villière  | Ailier               | 3      |
| 3    | Anthony Jelonch | Troisième ligne aile | 2      |
| -    | Antoine Dupont  | Demi de mêlée        | 2      |
| -    | Gaël Fickou     | Centre               | 2      |
| 6    | Yoram Moefana   | Centre               | 1      |
| -    | Cyril Baille    | Pilier               | 1      |
| -    | Jonathan Danty  | Centre               | 1      |
| -    | Paul Willemse   | 2e ligne             | 1      |
| -    | François Cros   | 3e ligne aile        | 1      |

### Meilleurs marqueurs de points
L'arrière Melvyn Jaminet est responsable du tir au but lors du Tournoi, suppléé par Romain Ntamack, qui ne transformera qu'un essai face à l'Italie.
| Rang | Joueur          | Poste         | Points | Essais | Transf. | Pén. | Drops |
| ---- | --------------- | ------------- | ------ | ------ | ------- | ---- | ----- |
| 1    | Melvyn Jaminet  | Arrière       | 54     | -      | 9       | 12   | -     |
| 2    | Damian Penaud   | Ailier        | 15     | 3      | 0       | 0    | 0     |
| 3    | Gabin Villière  | Ailier        | 15     | 3      | 0       | 0    | 0     |
| 4    | Anthony Jelonch | 3e ligne aile | 10     | 2      | 0       | 0    | 0     |
| -    | Antoine Dupont  | Demi de mêlée | 10     | 2      | 0       | 0    | 0     |
| -    | Gaël Fickou     | Centre        | 10     | 2      | 0       | 0    | 0     |

### Temps de jeu
Deux joueurs ont disputé l'intégralité des matchs sans être remplacé, le centre Gaël Fickou et l'ouvreur Romain Ntamack.
| Rang | Joueur             | Poste            | Temps de jeu |
| ---- | ------------------ | ---------------- | ------------ |
| 1    | Gaël Fickou        | Centre           | 400 min      |
| -    | Romain Ntamack     | Demi d'ouverture | 400 min      |
| 3    | Melvyn Jaminet     | Arrière          | 382 min      |
| 4    | Grégory Alldritt   | 3e ligne centre  | 374 min      |
| 5    | Anthony Jelonch    | 3e ligne aile    | 373 min      |
| 6    | Antoine Dupont     | Demi de mêlée    | 360 min      |
| 7    | Cameron Woki       | 2e ligne         | 337 min      |
| 8    | Damian Penaud      | Ailier           | 320 min      |
| -    | Gabin Villière     | Ailier           | 320 min      |
| 10   | François Cros      | 3e ligne aile    | 316 min      |
| 11   | Jonathan Danty     | Centre           | 296 min      |
| 12   | Paul Willemse      | 2e ligne         | 292 min      |
| 13   | Julien Marchand    | Talonneur        | 268 min      |
| 14   | Cyril Baille       | Pilier           | 265 min      |
| 15   | Yoram Moefana      | Centre           | 263 min      |
| 16   | Uini Atonio        | Pilier           | 247 min      |
| 17   | Jean-Baptiste Gros | Pilier           | 135 min      |
| 18   | Peato Mauvaka      | Talonneur        | 132 min      |
| 19   | Dylan Cretin       | 3e ligne aile    | 123 min      |
| 20   | Romain Taofifénua  | 2e ligne         | 108 min      |
| 21   | Demba Bamba        | Pilier           | 88 min       |
| 22   | Thibaud Flament    | 2e ligne         | 77 min       |
| 23   | Mohamed Haouas     | Pilier           | 65 min       |
| 24   | Maxime Lucu        | Demi de mêlée    | 40 min       |
| 25   | Thomas Ramos       | Arrière          | 18 min       |
| 26   | Matthis Lebel      | Ailier           | 1 min        |

## Équipe
Les 26 joueurs en gras ont participé aux matchs du XV de France durant le Tournoi des Six Nations 2022 :
| Entraîneur | Entraîneur             | Fabien Galthié                                                                                           |
| Avants     | Pilier                 | Dorian Aldegheri, Uini Atonio, Cyril Baille, Demba Bamba, Jean-Baptiste Gros, Mohamed Haouas, Dany Priso |
| Avants     | Talonneur              | Gaëtan Barlot, Julien Marchand, Peato Mauvaka                                                            |
| Avants     | Deuxième ligne         | Thibaud Flament, Thomas Lavault, Bernard Le Roux, Romain Taofifénua, Paul Willemse, Cameron Woki         |
| Avants     | Troisième ligne aile   | Paul Boudehent, Dylan Cretin, François Cros, Ibrahim Diallo, Anthony Jelonch, Sekou Macalou              |
| Avants     | Troisième ligne centre | Grégory Alldritt, Yoan Tanga Mangene                                                                     |
| Arrières   | Demi de mêlée          | Baptiste Couilloud, Antoine Dupont , Maxime Lucu                                                         |
| Arrières   | Demi d'ouverture       | Léo Berdeu, Antoine Hastoy, Matthieu Jalibert, Romain Ntamack                                            |
| Arrières   | Centre                 | Jonathan Danty, Jules Favre, Gaël Fickou, Yoram Moefana, Virimi Vakatawa, Tani Vili                      |
| Arrières   | Ailier                 | Matthis Lebel, Damian Penaud, Donovan Taofifénua, Gabin Villière                                         |
| Arrières   | Arrière                | Brice Dulin, Melvyn Jaminet, Thomas Ramos                                                                |